# Jon Plazaola
Jon Plazaola Larrañaga (Urretxu, 28 de março de 1982) é um ator e humorista espanhol.

## Biografia
No ano de 2000, iniciou seus estudos em Belas Artes, na Universidade do País Basco, graduando-se em 2005. Pouco tempo depois, em 2009, traslada-se a Madrid, onde começa seus estudos no Instituto de Cine de Madrid, diplomando-se roteirista de cinema e televisão, e técnico em processos audiovisuais.
A partir de 2001, começou a trabalhar como comediante e monologuista. Em 2004, começa a trabalhar na televisão autônoma basca, a EITB, onde realizou grande parte de seus trabalhos televisivos. Desde abril de 2015, protagoniza a série Allí abajo, da Antena 3.

## Filmografia

### Como ator
- 2002 - Hoy te he matado otra vez
- 2010 - Juegos reunidos (Corto)
- 2011-2012 - Finlandia  (Programa de televisión)
- 2012 - Vaya semanita (actor y guionista. serie de televisión)
- 2014 - La señora Jesusmari (Corto)
- 2014 - GI-631 (Obra de teatro)
- 2014 - Que nadie se mueva (Obra de teatro)
- 2015-¿? - Allí abajo (Serie de televisión)
- 2016- Villaviciosa de al lado

### Como apresentador
- 2004 - Europa Euskeraz
- 2004-2005 - Pika Pika
- 2014-2015 - Kontrako Eztarria

### Como roteirista
- 2004 - Wazemank
- 2006 - Betizu
- 2007 - Ni hao China
- 2011-2012 - Finlandia

### Como diretor
- 2012 - Kontuz, Atsuak!
- 2014 - GI-631
- 2014-2015 - Kontrako Eztarria